# 자클린 부아에

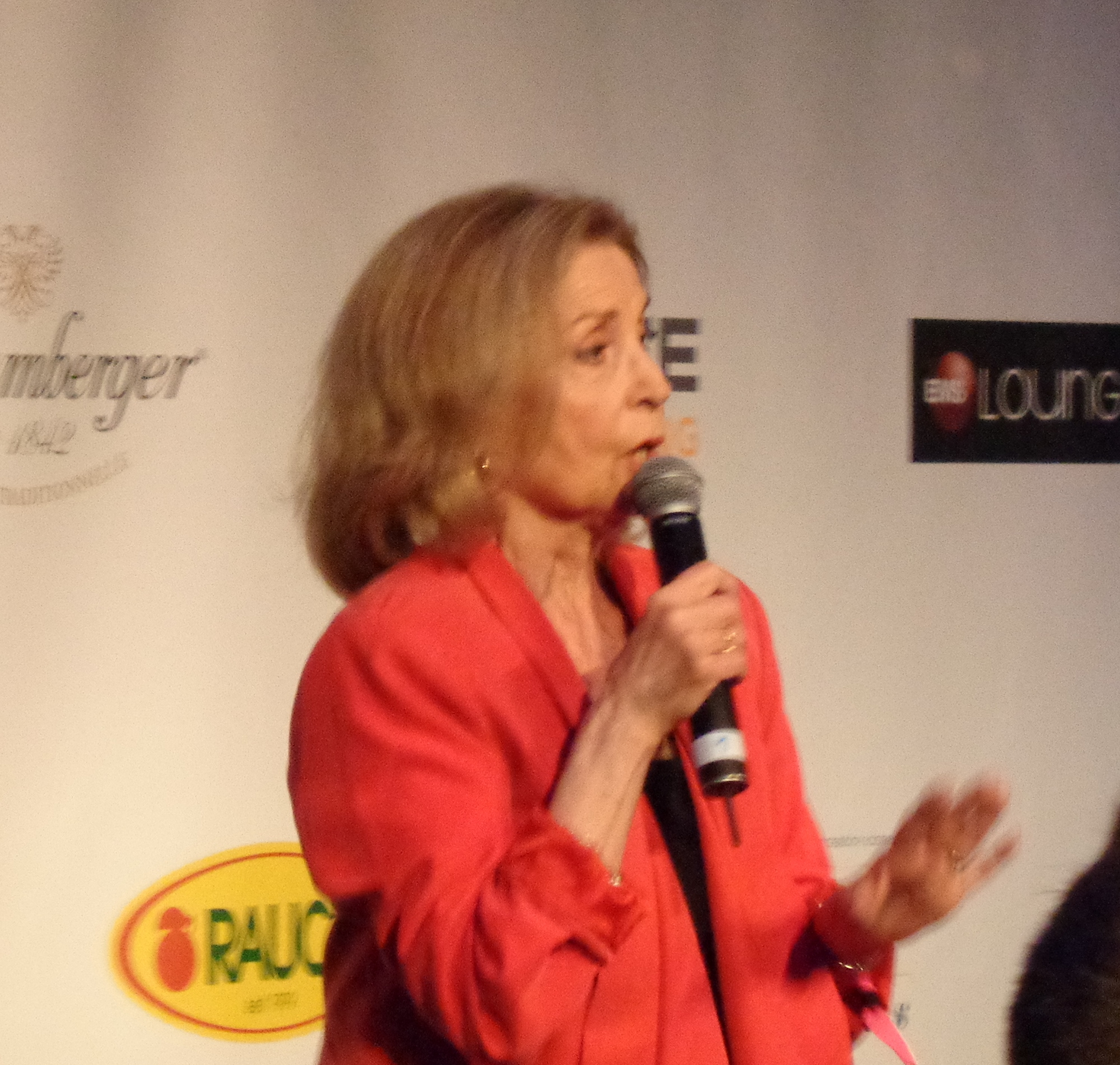
2015년 5월

자클린 부아에(프랑스어: Jacqueline Boyer, 1941년 4월 23일 ~ )는 프랑스의 가수이자 여배우이다. 부친은 자크 필스, 모친은 루시엥 부아에로서, 프랑스 파리에서 태어났다. 연극교실에 다니는 한편, 노래 교육을 받아 1957년에 모친의 헝가리 순회공연에 동행하여 노래를 불렀다. 1960년에는 유로비전 콩쿠르에서 <톰 피리비>를 불러 그랑프리를 획득, 신진가수 프랑수아 류비아나와 결혼하였다.

## 디스코그래피
- Das Rätsel der grünen Spinne
- Soldatensender Calais
- Schlager-Raketen
- Gauner-Serenade
- Der Nächste Urlaub kommt bestimmt
- Auf den Flügeln bunter Träume
- Flotte Formen - Kesse Kurven
- So schön wie heut', so müßt' es bleiben